# خان كشتة (الريف الشرقي)
خان كشتة (بالفارسية: خان‌کشته) هي منطقة سكنية تقع في إيران في قسم الريف الشرقي الريفي. يقدر عدد سكانها بـ 153 نسمة بحسب إحصاء 2016.